# CFU Club Championship 2019
De CFU Club Championship 2019 was de 21ste editie van de CFU Club Championship het jaarlijkse voetbaltoernooi voor clubs uit de Caraïben die aangesloten zijn bij de Caraïbische Voetbalunie een sub-confederatie van de CONCACAF.Het toernooi vond plaats van 12 mei 2019 tot en met 16 mei 2019 in Jamaica.
De winnaar plaatst zich voor de CONCACAF Champions League 2020, terwijl de nummers 2 en 3 zich kwalificeren voor de CONCACAF League 2019. De nummer 4 speelde een wedstrijd tegen de winnaar van de Caribbean Club Shield om het laatste ticket voor de CONCACAF League 2019

## Deelnemende teams
| Land               | Team            | Qualification method                           |
| ------------------ | --------------- | ---------------------------------------------- |
| Haïti              | Capoise         | Winnaar Ligue Haïtienne Série d'Ouverture 2018 |
| Haïti              | Real Hope       | Winnaar Ligue Haïtienne Série d'Ouverture 2017 |
| Jamaica (Gastland) | Portmore United | Nummer 1 National Premier League 2017-18       |
| Jamaica (Gastland) | Waterhouse      | Nummer 2 National Premier League 2017-18       |

- Trinidad en Tobago en  Dominicaanse Republiek mochten niet deelnemen omdat zij niet op tijd of niet aan de gestelde eisen konden voldoen.

## Groepsfase
| Pos | Team                | Wed | W | G | V | Ptn | DV | DT | +/− | Kwalificatie                    |
| --- | ------------------- | --- | - | - | - | --- | -- | -- | --- | ------------------------------- |
| 1   | Portmore United (G) | 3   | 2 | 1 | 0 | 7   | 3  | 1  | +2  | CONCACAF Champions League 2020  |
| 2   | Waterhouse (G)      | 3   | 1 | 2 | 0 | 5   | 5  | 3  | +2  | Laatste 16 CONCACAF League 2019 |
| 3   | Capoise             | 3   | 1 | 1 | 1 | 4   | 5  | 5  | 0   | Voorronde CONCACAF League 2019  |
| 4   | Real Hope           | 3   | 0 | 0 | 3 | 0   | 2  | 6  | −4  | CONCACAF League playoff         |

## CONCACAF League playoff
|                   |                                |     |                        |                                                                     |
| 19 mei 2019 15:00 | Real Hope                      | 1–1 | Robinhood              | Stadium East, Kingston Scheidsrechter: Keylor Herrera ( Costa Rica) |
| 19 mei 2019 15:00 | Blaise 33'                     |     | Da Costa 15' (pen.)    | Stadium East, Kingston Scheidsrechter: Keylor Herrera ( Costa Rica) |
| 19 mei 2019 15:00 | Strafschoppen                  |     |                        | Stadium East, Kingston Scheidsrechter: Keylor Herrera ( Costa Rica) |
| 19 mei 2019 15:00 | Pierre Saint-Félix Désir Bruno | 1–3 | Rijssel Graves Ackenie | Stadium East, Kingston Scheidsrechter: Keylor Herrera ( Costa Rica) |